# Nordea Open 2023
Die Nordea Open 2023 waren ein WTA Challenger-Tennisturnier der WTA Challenger Series 2023 für Damen und ein ATP-Tennisturnier der ATP Tour 2023 für Herren in Båstad und fand für die Damen vom 10. bis 15. Juli 2023 und für die Herren unmittelbar folgend vom 17. bis 23. Juli 2023 statt.

## Herrenturnier
→ Qualifikation: Nordea Open 2023/Herren/Qualifikation